# Луиз од Орлеана и Брагансе
Луиз од Орлеана и Брагансе (порт. Luiz de Orleans e Bragança; Манделије ла Напул, 6. јун 1938 — Сао Пауло, 15. јул 2022) био је шеф огранка Васоурас Куће Орлеанс-Браганса и претендент на угашени бразилски трон. Огранак Вассоурас полаже право на трон за разлику од Петрополис огранка Орлеанс-Брагансас, на чијем челу је Педро Карлос Орлеанс-Браганса. 
Иако су Луиз и Педро Карлос били и јесу праунуци принцезе Изабеле (кћерке цара Д. Педра II), из куће Браганса, они су се оспорили вођство над бразилском царском породицом због династичког спора у вези са њиховим очевима, који су били рођаци.
Луиз је активно полагао право на угашени трон и учествовао је у питањима која се тичу бразилске империјалне прошлости.

## Младост
Луиз од Орлеана и Брагансе  је рођен 6. јуна 1938. у Манделиеу-ла-Напоуле, Француска, као најстарији син Педра Хенрикуеа од Орлеанс-Браганса, Вассоура праунука цара Педра II од Бразила, и његове супруге., Марија Елизабета Баварска, унука баварског краља Лудвига III.
Луиз од Орлеана и Брагансе је рођен након опозива изгнанства које је царској породици наметнула прва републиканска влада у Бразилу, а након Првог и Другог светског рата цела породица је била заточена у Европи до 1945. године, када је огранак породице Васурас је коначно враћен у домовину, настанивши се прво у граду Петрополис (Рио де Жанеиро), а затим у Хакарезињо (Парана).
Године 1957. принц Луиз од Орлеана и Брагансе се вратио у Европу да заврши студије, где је дипломирао хемију на Универзитету у Минхену.  Вративши се у Бразил 1967. године, а његова породица се већ преселила у Васурас (Рио де Жанеиро), Луиз је постао члан Друштва за одбрану традиције, породице и имовине,  традиционалистичке католичке организације која се противи социјалистичкој земљишној реформи и подржава конзервативна политика заснована на католичкој социјалној доктрини и принципима које је промовисао Плинио Цорреа де Оливеира.

## Деатх
Принц Луиз је преминуо у Сао Паулу 14. јула 2022. године након што је био месец дана у болници.  Председник Бразила Жаир Болсонаро и министар спољних послова потписали су 15. јула 2022. декрет којим се проглашава национални дан званичне жалости због Луизове смрти.  